# エスタニスラオ・フィゲラス
エスタニスラオ・フィゲラス・イ・デ・モラガス（Estanislao Figueras y Moragas、1819年11月13日 - 1882年11月11日）は、スペインの政治家。スペイン第一共和政初代大統領、及び初代首相。

## 生涯
1818年、カタルーニャ地方のバルセロナにて生まれる。イサベル2世が1868年に退位した後の共和派の指導者となり、アマデオ1世の退位宣言によって成立したスペイン共和国の初代大統領に就任した。
1875年にスペインが王政復古すると公職から退き、1882年にマドリードで死去。